# Isländischer Fußballpokal der Männer 1990
Der isländische Fußballpokal 1990 war die 31. Austragung des isländischen Pokalwettbewerbs der Männer. Pokalsieger wurde Valur Reykjavík. Zum ersten Mal endete ein Pokalfinale nach Verlängerung unentschieden. Im Gegensatz zu den anderen Runden fand drei Tage später im Laugardalsvöllur von Reykjavík ein Wiederholungsspiel statt, das ebenfalls unentschieden endete. Der Sieger wurde daraufhin im Elfmeterschießen ermittelt.
Valur setzte sich hierbei gegen Vorjahresfinalist KR Reykjavík durch und qualifizierte sich damit für den Europapokal der Pokalsieger. Titelverteidiger Fram Reykjavík schied im Achtelfinale gegen den späteren Sieger aus.

## Modus
Die Begegnungen wurden in einem Spiel ausgetragen. In den ersten drei Runden nahmen Vereine ab der zweiten Liga abwärts teil. Die Mannschaften aus der ersten Liga starteten im Achtelfinale. Bei unentschiedenem Ausgang wurde das Spiel zunächst verlängert und gegebenenfalls durch Elfmeterschießen entschieden. Für das Endspiel wurde nach Verlängerung ein Wiederholungsspiel angeordnet.

## 1. Runde
| Datum      |                         | Ergebnis              |                       |
| ---------- | ----------------------- | --------------------- | --------------------- |
| 22.05.1990 | Fylkir Reykjavík        | 2:1                   | UMF Grindavík         |
| 26.05.1990 | UMFL Þórshöfn           | 2:5                   | Reynir Árskógsströnd  |
| 28.05.1990 | Ernir Ísafjörður        | 2:3                   | ÍB Keflavík           |
| 29.05.1990 | UMF Njarðvík            | 0:1                   | Ármann Reykjavík      |
| 29.05.1990 | Valur Reyðarfjörður     | 1:2                   | þróttur Norðfjörður   |
| 29.05.1990 | Hafnir Keflavík         | 0:4                   | Víðir Garði           |
| 29.05.1990 | Höttur Egilsstaðir      | 0:1                   | UMF Einherji          |
| 29.05.1990 | Leiftur Ólafsfjörður    | 3:1                   | Völsungur Húsavík     |
| 29.05.1990 | TBA Akureyri            | 0:2                   | Magni Grenivík        |
| 29.05.1990 | UMFS Dalvík             | 1:2                   | KS Siglufjarðar       |
| 29.05.1990 | Hamar Hveragerði        | 0:2                   | BÍ Ísafjörður         |
| 29.05.1990 | UMF Víkingur            | 0:1                   | UMF Afturelding       |
| 29.05.1990 | Leiknir Fáskrúðsfjörður | 4:2                   | Austri Eskifjörður    |
| 29.05.1990 | þróttur Reykjavík       | 3:0                   | Ægir þorlákshöfn      |
| 29.05.1990 | UMF Selfoss             | 6:0                   | TBR Reykjavík         |
| 29.05.1990 | Reynir Sandgerði        | 5:1                   | Árvakur Reykjavík     |
| 29.05.1990 | ÍR Reykjavik            | 6:0                   | Vikverji Reykjavík    |
| 29.05.1990 | UMF Skallagrímur        | 2:1                   | Leiknir Reykjavík     |
| 30.05.1990 | Huginn Seyðisfjörður    | 4:4 n. V. (3:4 i. E.) | UMF Sindri Höfn       |
| 08.06.1990 | Breiðablik Kópavogur    | 3:0                   | Snæfell Stykkishólmur |

## 2. Runde
| Datum      |                         | Ergebnis |                      |
| ---------- | ----------------------- | -------- | -------------------- |
| 08.06.1990 | Neisti Hofsós           | 0:6      | UMF Tindastóll       |
| 09.06.1990 | UMF Stokkseyri          | 0:4      | UMF Afturelding      |
| 09.06.1990 | Ármann Reykjavík        | 2:4      | ÍF Grótta            |
| 09.06.1990 | Hvöt Blönduós           | 1:6      | KS Siglufjarðar      |
| 09.06.1990 | Leiknir Fáskrúðsfjörður | 2:3      | UMF Einherji         |
| 09.06.1990 | Reynir Sandgerði        | 0:1      | ÍR Reykjavik         |
| 09.06.1990 | BÍ Ísafjörður           | 1:2      | Haukar Hafnarfjörður |
| 09.06.1990 | Víðir Garði             | 3:6      | UMF Selfoss          |
| 09.06.1990 | ÍB Keflavík             | 3:1      | IK Kópavogur         |
| 09.06.1990 | Leiftur Ólafsfjörður    | 5:0      | Magni Grenivík       |
| 09.06.1990 | UMF Sindri Höfn         | 5:4      | þróttur Norðfjörður  |
| 09.06.1990 | Fylkir Reykjavík        | 1:2      | þróttur Reykjavík    |
| 09.06.1990 | HSþ Mývatnssveit        | 4:2      | Reynir Árskógsströnd |
| 11.06.1990 | Breiðablik Kópavogur    | 5:1      | UMF Skallagrímur     |

## 3. Runde
| Datum      |                      | Ergebnis |                      |
| ---------- | -------------------- | -------- | -------------------- |
| 19.06.1990 | ÍF Grótta            | 0:3      | Breiðablik Kópavogur |
| 19.06.1990 | HSþ Mývatnssveit     | 2:5      | KS Siglufjarðar      |
| 19.06.1990 | UMF Tindastóll       | 2:1      | Leiftur Ólafsfjörður |
| 19.06.1990 | UMF Selfoss          | 5:1      | UMF Afturelding      |
| 19.06.1990 | UMF Sindri Höfn      | 1:0      | UMF Einherji         |
| 19.06.1990 | Haukar Hafnarfjörður | 0:2      | ÍB Keflavík          |
| 19.06.1990 | þróttur Reykjavík    | 0:3      | ÍR Reykjavik         |

### Ausscheidungsspiel
Für das Achtelfinale qualifizierten sich von den sieben Siegern der 3. Runde nur sechs Vereine. Daher gab es ein Playoff-Spiel zwischen zwei siegreichen Teams.
| Datum      |                 | Ergebnis |                |
| ---------- | --------------- | -------- | -------------- |
| 25.06.1990 | ÍB Siglufjarðar | 5:4      | UMF Tindastóll |

## Achtelfinale
Teilnehmer: Die qualifizierten Vereine der 3. Runde bzw. Ausscheidungsrunde und die zehn Teams der 1. deild 1990.
| Datum      |                      | Ergebnis              |                   |
| ---------- | -------------------- | --------------------- | ----------------- |
| 05.07.1990 | ÍA Akranes           | 2:0                   | KA Akureyri       |
| 05.07.1990 | Víkingur Reykjavík   | 4:1                   | KS Siglufjarðar   |
| 05.07.1990 | ÍB Keflavík          | 1:1 n. V. (5:4 i. E.) | ÍBV Vestmannaeyja |
| 05.07.1990 | UMF Selfoss          | 3:3 n. V. (5:4 i. E.) | ÍR Reykjavik      |
| 05.07.1990 | Breiðablik Kópavogur | 1:0                   | þór Akureyri      |
| 05.07.1990 | UMF Sindri Höfn      | 0:2                   | KR Reykjavík      |
| 05.07.1990 | FH Hafnarfjörður     | 1:2                   | UMF Stjarnan      |
| 05.07.1990 | Valur Reykjavík      | 3:3 n. V. (4:2 i. E.) | Fram Reykjavík    |

## Viertelfinale
| Datum      |                    | Ergebnis |                      |
| ---------- | ------------------ | -------- | -------------------- |
| 19.07.1990 | Víkingur Reykjavík | 2:1      | UMF Stjarnan         |
| 19.07.1990 | Valur Reykjavík    | 2:0      | Breiðablik Kópavogur |
| 19.07.1990 | KR Reykjavík       | 3:0      | ÍA Akranes           |
| 19.07.1990 | ÍB Keflavík        | 3:2      | UMF Selfoss          |

## Halbfinale
| Datum      |                 | Ergebnis |                    |
| ---------- | --------------- | -------- | ------------------ |
| 01.08.1990 | Valur Reykjavík | 2:0      | Víkingur Reykjavík |
| 01.08.1990 | ÍB Keflavík     | 2:4      | KR Reykjavík       |

## Finale
| Paarung         | Valur Reykjavík – KR Reykjavík |
| Ergebnis        | 1:1 n. V. (1:1, 1:0) |
| Datum           | 26. August 1990 |
| Stadion         | Laugardalsvöllur, Reykjavík |
| Zuschauer       | 4.279 |
| Schiedsrichter  | þorvalður Björnsson |
| Tore            | 0:1 Runar Kristinsson (20.) 1:1 þordur Birgir Bogason (74.) |
| Valur Reykjavík | Bjarni Sigurðsson, þorgrimur þrainsson, Arnaldur Loftsson (61. Gunnar Mar Masson), Einar Pall Tomasson, Magni Blondal Petursson, Ágúst Gylfason, Snævar Hreinsson, Steinar Adolfsson (104. Sigurjon Kristjansson), Baldur Bragason, þordur Birgir Bogason, Anthony Karl Gregory |
| KR Reykjavík    | Olafur Gottskalksson, Gunnar Oddsson, þormodur Egilsson (103. Arnar Arnarson), þorsteinn Halldorsson (95. Bjorn Rafnsson), Sigurður Bjorgvinsson, Hilmar Bjornsson, Atli Eðvaldsson, Rúnar Kristinsson, Gunnar Skulason, Ragnar Margeirsson, Pétur Pétursson                    |

### Wiederholungsspiel
| Paarung         | Valur Reykjavík – KR Reykjavík |
| Ergebnis        | 0:0 n. V.; 5:4 i. E. |
| Datum           | 29. August 1990 |
| Stadion         | Laugardalsvöllur, Reykjavík |
| Zuschauer       | 3.422 |
| Schiedsrichter  | þorvalður Björnsson (68. Guðmundur Stefan Mariasson) |
| Tore            | Elfmeterschießen: 0:1 Pétur Pétursson 1:1 Sævar Jonsson 1:2 Ragnar Margeirsson 2:2 Steinar Adolfsson 2:3 Sigurður Bjorgvinsson 3:3 Anthony Karl Gregory Bjorn Rafnsson (gehalten) Snævar Hreinsson (gehalten) 3:4 Atli Eðvaldsson 4:4 Gunnar Mar Masson Gunnar Skulason (gehalten) 5:4 Sigurjon Kristjansson |
| Valur Reykjavík | Bjarni Sigurðsson, Sævar Jonsson, þorgrimur þrainsson, Einar Pall Tomasson, Magni Blondal Petursson, Snævar Hreinsson, Baldur Bragason (108. Sigurjon Kristjansson), Ágúst Gylfason (85. Gunnar Mar Masson), Steinar Adolfsson, þordur Birgir Bogason, Anthony Karl Gregory                                  |
| KR Reykjavík    | Olafur Gottskalksson, Gunnar Oddsson, Sigurður Bjorgvinsson, þormodur Egilsson, Atli Eðvaldsson, Gunnar Skulason, þorsteinn Halldorsson, Rúnar Kristinsson, Ragnar Margeirsson, Ragnar Margeirsson, Pétur Pétursson, Bjorn Rafnsson                                                                          |